# Aloísio Hilário de Pinho
Aloísio Hilário de Pinho (ur. 14 stycznia 1934 w Mariana, zm. 4 maja 2021 w Rio Claro) – brazylijski duchowny rzymskokatolicki, w latach 1999-2009 biskup Jataí.

## Życiorys
Święcenia kapłańskie przyjął 19 marca 1963. 9 listopada 1981 został prekonizowany biskupem Tocantinópolis. Sakrę biskupią otrzymał 20 grudnia 1981. 22 grudnia 1999 został mianowany biskupem Jataí. 16 grudnia 2009 przeszedł na emeryturę.